# Édouard Jue
Édouard Jue de Berneval (París, 1794 - ?) fou un músic francès.
Va estudiar al Conservatori de París, i després fou deixeble de Pierre Galin, els mètodes del qual adoptà. Volia fer la música accessible a tothom i va donar molts cursos de franc. El reconeixement per al seu mètode innovador va quedar modest a França. Va participar en la redacció del setmanari La France Musicale. El 1840 va ser nomenat professor de Sight Singing and Concerted Music (cant de vista i música concertant) a l'Acadèmia Reial de Música de Londres.
Publicà les següents obres pedagògiques: La musique apprise sans maître (1824); Solfège méloplastique (1826) i Tableau synoptique des principes de la musique (1863). De la primera obra es feren nombroses edicions.
Obres
- La musique apprise sans maître. 2a edició.  París: autoeditat, 1838, p. 394.[Enllaç no actiu][5]
- Meloplaste, ou, Précis des leçons analytiques de musique: d'après la méthode de P. Galin.  París: autoeditat, 1824.
- Solfège analytique ou application de la théorie du méloplaste à la pratique de la musique.  París: autoeditat, s.d.
- Music Simplified; or a new Method to Propagate the Study of Music.  Londres: autoeditat.[6]